# RMF Classic
RMF Classic è un'emittente radiofonica polacca fondata nel 2003 e di proprietà di Grupa RMF.